# Acrolophia bolusii
Acrolophia bolusii är en orkidéart som beskrevs av Robert Allen Rolfe. Acrolophia bolusii ingår i släktet Acrolophia och familjen orkidéer. Inga underarter finns listade i Catalogue of Life.